# Moteur Pentastar
Les moteurs Chrysler Pentastar sont une série de moteurs V6 essence à double arbre à cames en tête en aluminium à 24 soupapes introduits en 2011 dans les véhicules des marques Chrysler, Dodge et Jeep. Le moteur s'appelait initialement « Phoenix », mais le nom a été modifié avant le lancement officiel en raison d'un conflit de marque ; le nom Pentastar est dérivé de la marque déposée de l'ancienne Chrysler Corporation, qui remonte à 1963.

## Production
Les moteurs Pentastar sont fabriqués dans trois usines différentes : Dundee, Trenton et Saltillo South.
Le moteur Pentastar a été présenté au Salon de l'automobile de New York en 2009,. La conception du moteur permet l’utilisation d'essence à indice d’octane E85 ou 87 et est dotée d’un double calage variable des soupapes. Les options de suralimentation et de désactivation des cylindres (MDS) ont été intégrées à la conception du moteur, mais n'ont pas été mises en œuvre en usine.
Le Pentastar existe dans 3 cylindrées distinctes (3,0, 3,2, 3,6L). Le 3.0 L est équipée de la technologie MultiAir de Fiat. Le 3.6 L a différentes puissances selon les véhicules, la plus élevée étant de 309 ch et de 363 Nm de couple dans la Dodge Challenger.
Des variantes à simple et double turbocompresseur étaient aussi prévues pour 2015. Ces moteurs devaient produire environ 370 et 420 ch. L'injection directe était également prévue.
Grâce à la nouvelle structure du groupe FCA, Fiat a obtenu le droit d'utiliser ces moteurs et les a adoptés dans les plus grands modèles des marques Lancia et Fiat.

## Première génération

### Utilisations

#### 3,0 L
- 2014 - : Jeep Grand Cherokee (Chine, Russie)
- 2014 - : Jeep Wrangler (Chine)
- 2014 - 2023 : Chrysler 300C (Chine)

#### 3,2 L
- 2014 - 2022 : Jeep Cherokee

#### 3,6 L
- 2011 - 2017 : Chrysler 200 [7]
- 2011 - 2016 : Chrysler Town & Country
- 2011 - 2014 : Dodge Avenger
- 2011 - 2023 : Dodge Challenger
- 2011 - 2023 : Dodge Charger
- 2011- : Dodge Durango
- 2011 - 2020 : Dodge Grand Caravan
- 2011 - 2019 : Dodge Journey
- 2011 - 2015 : Jeep Grand Cherokee
- 2011 - 2014 : Volkswagen Routan
- 2011 - 2023 : Chrysler 300
- 2012 - 2018 : Jeep Wrangler JK
- 2019 - : Jeep Wrangler JL
- 2020 - : Jeep Gladiator JT
- 2011 - 2015 : Ram Cargo Van
- 2012 - 2015 : Lancia Voyager
- 2012 - 2014 : Lancia Thema
- 2012 - 2015 : Fiat Freemont
- 2012 - : Ram 1500
- 2013 - 2021 : Ram ProMaster
- 2016 - : Chrysler Pacifica (RU)
- 2020 - : Chrysler Voyager

### Versions
| Code | Cylindrée         | Alésage | Course | Années     | Puissance DIN        | Couple                |
| ---- | ----------------- | ------- | ------ | ---------- | -------------------- | --------------------- |
|      | 3.0 L (2 997 cm3) | 91 mm   | 76 mm  | 2013–      | 234 ch à 6350 tr/min | 285 Nm à 4400 tr/min  |
| S    | 3.2 L (3 239 cm3) | 91 mm   | 83 mm  | 2014–      | 275 ch à 6750 tr/min | 324 Nm à 4400 tr/min  |
| G    | 3,6 L (3 604 cm3) | 96 mm   | 83 mm  | 2010–      | 287 ch à 6400 tr/min | 353 Nm at 4800 tr/min |
| G    | 3,6 L (3 604 cm3) | 96 mm   | 83 mm  | 2010–      | 290 ch à 6350 tr/min | 353 Nm at 4800 tr/min |
| G    | 3,6 L (3 604 cm3) | 96 mm   | 83 mm  | 2010–      | 296 ch à 6350 tr/min | 353 Nm at 4800 tr/min |
| G    | 3,6 L (3 604 cm3) | 96 mm   | 83 mm  | 2010–      | 309 ch à 6350 tr/min | 363 Nm à 4800 tr/min  |
| G    | 3,6 L (3 604 cm3) | 96 mm   | 83 mm  | 2012–      | 289 ch à 6400 tr/min | 353 Nm à 4800 tr/min  |
| G    | 3,6 L (3 604 cm3) | 96 mm   | 83 mm  | 2013–      | 304 ch à 6350 tr/min | 358 Nm à 4800 tr/min  |
| G    | 3,6 L (3 604 cm3) | 96 mm   | 83 mm  | 2013–      | 309 ch à 6400 tr/min | 365 Nm à 4175 tr/min  |
| G    | 3,6 L (3 604 cm3) | 96 mm   | 83 mm  | 2015– 2016 | 299 ch à 6350 tr/min | 355 Nm à 4250 tr/min  |
| G    | 3,6 L (3 604 cm3) | 96 mm   | 83 mm  | 2012-      | 280 ch à 6350 tr/min | 342 Nm à 4350 tr/min  |
| G    | 3,6 L (3 604 cm3) | 96 mm   | 83 mm  | 2012-      | 282 ch à 6600 tr/min | 344 Nm à 4000 tr/min  |
| G    | 3,6 L (3 604 cm3) | 96 mm   | 83 mm  | 2012-      | 286 ch à 6350 tr/min | 340 Nm à 4650 tr/min  |

## Mise à jour
En 2016, FCA a publié une version mise à jour du 3.6 L. Ce moteur comprend des améliorations du système de calage variable des soupapes (VVT), un nouveau collecteur d'admission, de nouveaux ressorts de soupape, de nouveaux segments de piston, de nouveaux injecteurs, de nouvelles bobines d'allumage, et un EGR refroidi. Il présente également un taux de compression plus élevé, passant de 10,2:1 à 11,3:1. Ces améliorations augmentent la puissance ainsi que l’efficacité. La nouvelle version ne prend plus en charge le flex-fuel.

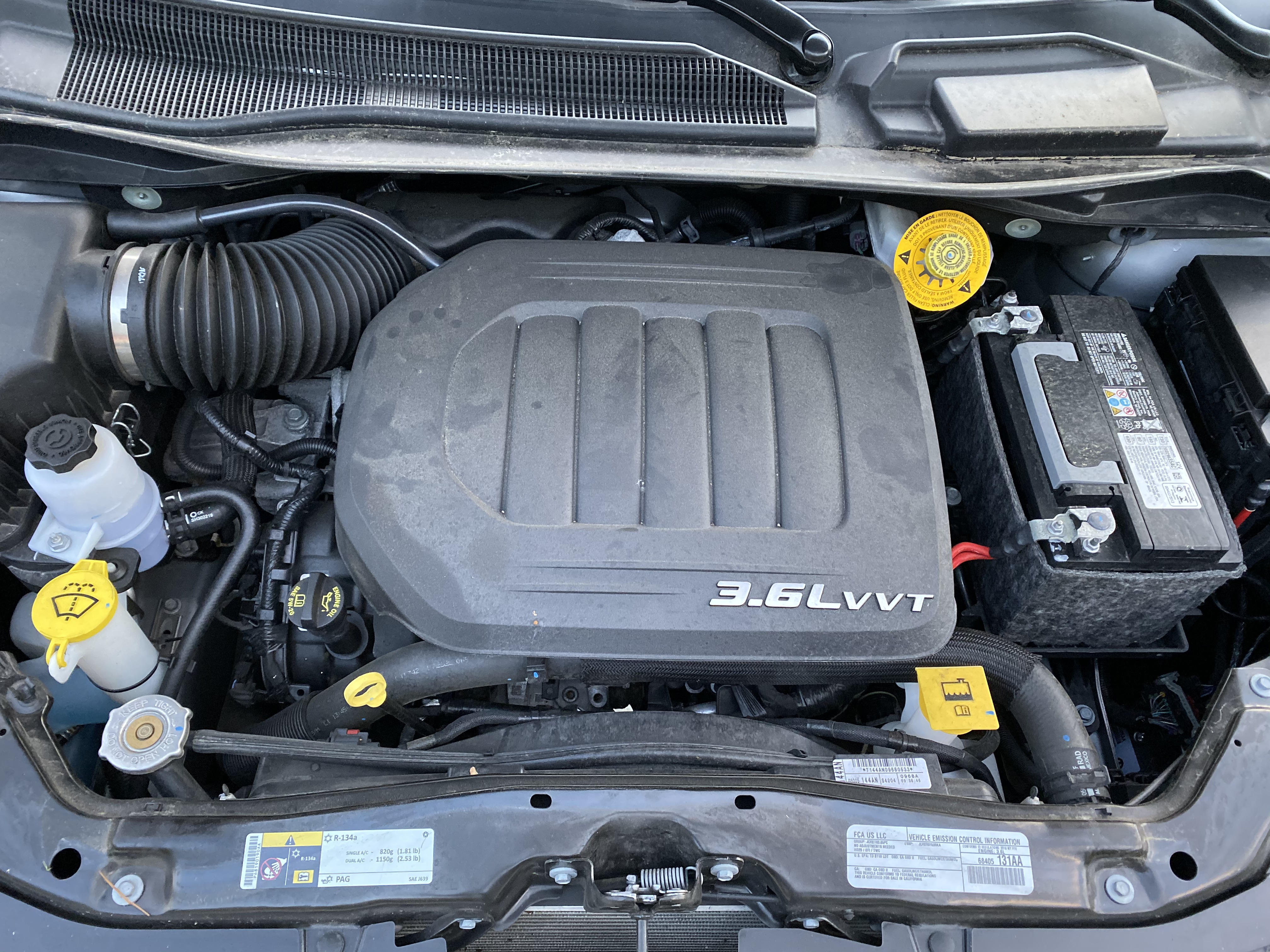
3.6 L VVT dans une Dodge Grand Caravan de 2018

| Code | Cylindrée         | Alésage | Course | Puissance DIN | Couple SAE |
| ---- | ----------------- | ------- | ------ | ------------- | ---------- |
| g    | 3,6 L (3 604 cm3) | 96 mm   | 83 mm  | 305 ch        | 365 Nm     |

### Utilisations
- 2016 - : Jeep Grand Cherokee (295 ch)
- 2016 - : Dodge Durango (295 ch)
- 2017 - : Chrysler Pacifica
- 2019 - : Ram 1500
- 2020 - : Chrysler Voyager
- 2018 - : Jeep Wrangler Unlimited JL
- 2020 - : Jeep Gladiator (JT)
- 2022 - : Ram Promaster (280 ch)
- 2019 - 2023 : Chrysler 300